# Lagune Trafipan
La Lagune Trafipan est un petit lac andin d'Argentine, situé sur le territoire de la province de Chubut, dans le département de Futaleufú, en Patagonie.

## Géographie
La lagune Trafipan, de forme ovoïde, s'étend du sud-ouest vers le nord-est, sur une longueur de 1,2 kilomètre, à une altitude de 1 080 mètres.
Elle se trouve à moins de 5 km au nord-est de la lagune Larga, elle-même située à proximité du bras sud-est du lac Futalaufquen. La lagune Trafipan est située en dehors du parc national Los Alerces, mais en est cependant toute proche.
Elle occupe une petite cuvette d'origine glaciaire, située en altitude sur le rebord sud du cerro La Torta (2 200 mètres), point culminant du Cordón Rivadavia, massif de montagnes enneigées qui court du nord vers le sud. Ce cordon sépare le bras sud-est du lac Futalaufquen situé à l'ouest, de la vallée du río Percey située à l'est.
La lagune est entourée d'une belle forêt native andino-patagonique.

## Hydrologie
La lagune fait partie du bassin du Río Futaleufú, dont les eaux traversent la cordillère des Andes pour se déverser dans l'océan Pacifique au Chili.
Son émissaire prend naissance au niveau de sa rive nord-est. Long de quelque 6 km, il effectue une descente de près de 400 mètres avant de se jeter en rive droite dans le río Percey, lui-même affluent en rive gauche du río Corintos.

## Le projet Trafipan 2000
Il existe un projet, appelé Trafipan 2000, d'édifier la plus grande station de ski d'Amérique du Sud sur le rebord sud du cerro La Torta. Dans cette optique, dès la fin des années 1990, un certain Tinelli, magnat de la télé, a acheté 2500 hectares de terres au sud du cerro La Torta, y compris la lagune et les bois natifs, transaction spoliant une trentaine de familles mapuches qui y vivent depuis des générations et y trouvent leur subsistance. 

Le projet se heurte de ce fait à la résistance de la communauté mapuche dénommée Pillán Mahuiza.